# Emin Nouri
Emin Nouri, né le 22 juillet 1985 à Kardjali en Bulgarie, est un footballeur international azéri. Il évolue au poste d'arrière droit avec le club suédois du Kalmar FF.

## Biographie

### En club
Emin Nouri joue plus de 200 matchs en première division suédoise avec le club du Kalmar FF.
Il dispute deux matchs en Ligue des champions, et 13 en Coupe de l'UEFA / Ligue Europa (un but).

### En équipe nationale
Emin Nouri joue deux matchs avec l'équipe de Suède espoirs, contre la Pologne et la Finlande.
Il reçoit une sélection en équipe d'Azerbaïdjan, le 20 août 2014, en amical contre l'Ouzbékistan (score : 0-0).

## Palmarès
- Champion de Suède en 2008 avec le Kalmar FF
- Vainqueur de la Supercoupe de Suède en 2009 avec le Kalmar FF